# De kleine heks
De kleine heks (oorspronkelijke titel: Die kleine Hexe) is een kinderboek van Otfried Preußler uit 1957. Het verhaal draait om een nog jonge leerling-heks die graag een volwaardige heks wil worden, zodat ze mee kan doen met Walpurgisnacht.
Het boek werd voor het eerst uitgegeven door Thienemann-Esslinger Verlag. Alle uitgaven zijn geïllustreerd door Winnie Gebhardt-Gayler.
In 1958 kreeg het boek de Duitse Jeugdliteratuurprijs. Het boek is in 47 talen vertaald.

## Verhaal
De kleine heks is pas 127 jaar oud en woont samen met haar pratende raaf Abraxas in een hutje diep in het bos. Elke dag is ze zes uur bezig met studeren in het heksenboek, om beter te leren toveren. Als Walpurgisnacht nadert, wil ze voor het eerst meedoen met het feest van de gewone heksen in Blockula (de Bloksberg), hoewel ze dit nog niet mag. Ze gaat er stiekem heen, maar wordt betrapt door de andere heksen. Voor straf wordt haar bezemsteel verbrand, zodat ze te voet naar haar hutje terug moet. Ze krijgt een opdracht mee; volgend jaar mag ze meedoen met Walpurgisnacht, op voorwaarde dat ze tegen die tijd een "goede heks" is geworden.
De kleine heks besluit er werk van te maken. Ze gaat nu in de mensenwereld allerlei dingen doen die goed zijn; ze helpt de armen en mensen die in de problemen zitten, ze redt dieren en straft degenen die zich verkeerd gedragen.
Maar dan blijkt een jaar later omstreeks de nieuwe Walpurgisnacht dat ze de instructie helemaal verkeerd had begrepen; een echte heks is meestal kwaadaardig, dus is een "goede heks" een heks die bij uitstek juist slechte dingen doet. Voor straf omdat ze zich als heks helemaal verkeerd heeft gedragen moet de kleine heks nu op de Bloksberg de brandstapel voor het feest aansteken, terwijl ze weer niet zelf mag meedoen. Maar dan grijpt ze deze kans aan om wraak te nemen; ze verbrandt alle boeken en bezemstelen van de overige heksen, zodat zijzelf overblijft als enige heks die nog kan toveren.